# 湯澤市
湯澤市（日语：／ Yuzawa shi */?）是位於日本秋田縣東南部的市。轄區北部面向橫手盆地，雄物川流經市中心旁並往北流，當地人口則集中在奧羽本線等交通幹道的沿線地區。湯澤市在中世紀為小野寺氏的領地，至江戶時代則做為佐竹南家的城下町而發展。當地在向外通勤與就學上較依賴北邊的橫手市。
湯澤市為日本第99任內閣總理大臣菅義偉的家鄉。而當地據傳也是日本六歌仙與三十六歌仙中的女和歌歌人小野小町的出生地之一。

## 地理

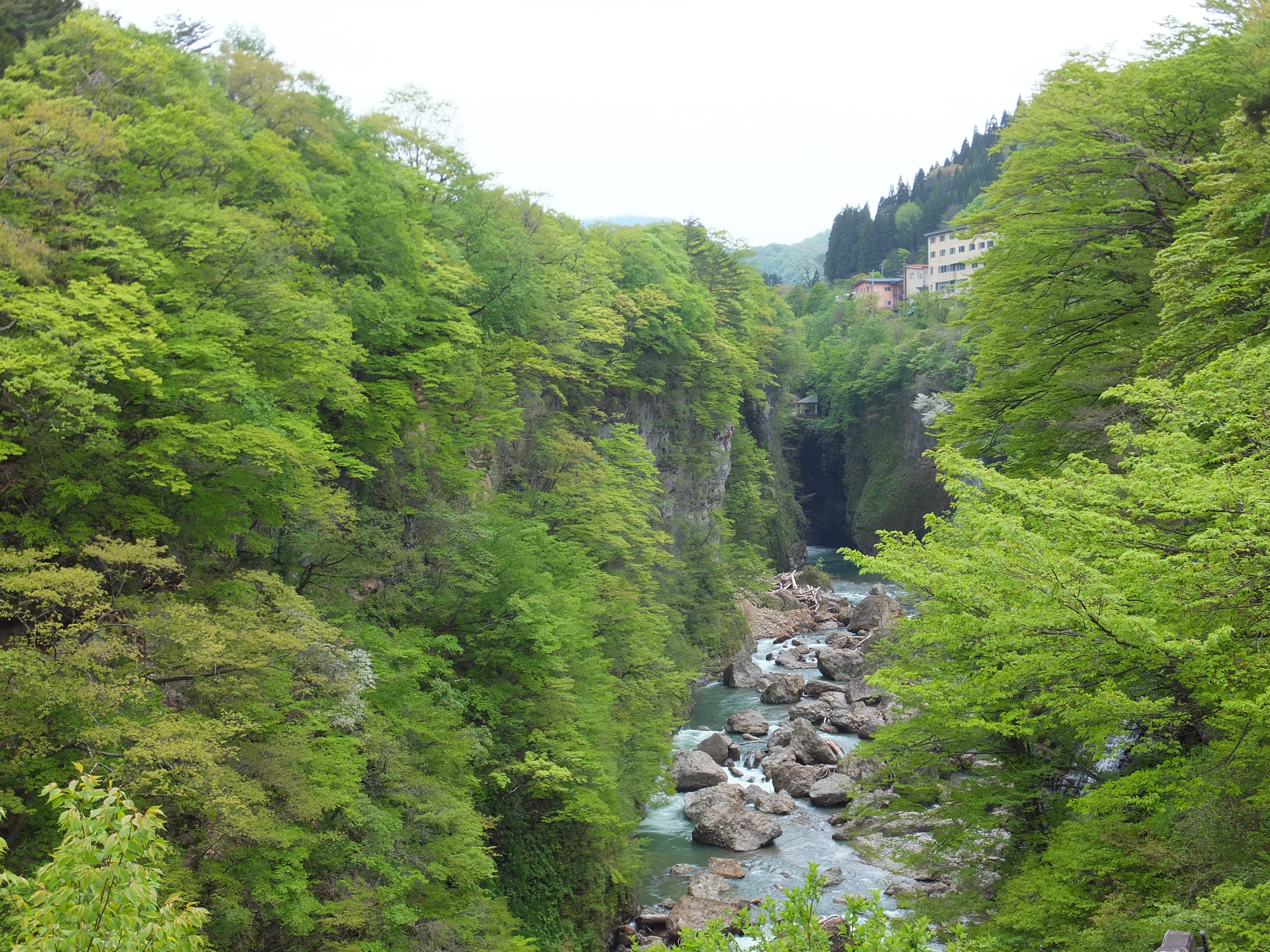
位於皆瀨川 (秋田縣)上游的小安峽

湯澤市的面積約占秋田縣總面積的6.8%，市內則約81%的面積被森林覆蓋。轄區北部面向橫手盆地，東部到南部坐落著奧羽山脈的山岳，西部則為出羽山地。而轄區的東南部全域於2012年被日本地質公園委員會指定為湯澤地質公園，並於2025年1月再度獲得認證。雄物川流經市中心旁並往北流，其支流皆瀨川與役內川等河也流經市內。湯澤市也擁有豐富的溫泉資源，如小安峽溫泉、泥湯溫泉與秋之宮溫泉鄉等。而轄區東南部也坐落著日本三大靈地之一的川原毛地獄。

### 氣候
由於湯澤市地處內陸地帶，因此其年溫差相當大。根據統計，1991年至2020年，當地的年均溫為10.8℃，年均降雨量為1657.4毫米，年平均日照時數則為1453.4小時。湯澤市冬季的降雪量較多，市區的積雪深度平均為1公尺，山間地帶則可達2公尺。而全市皆被指定為特別豪雪地帶。

## 歷史

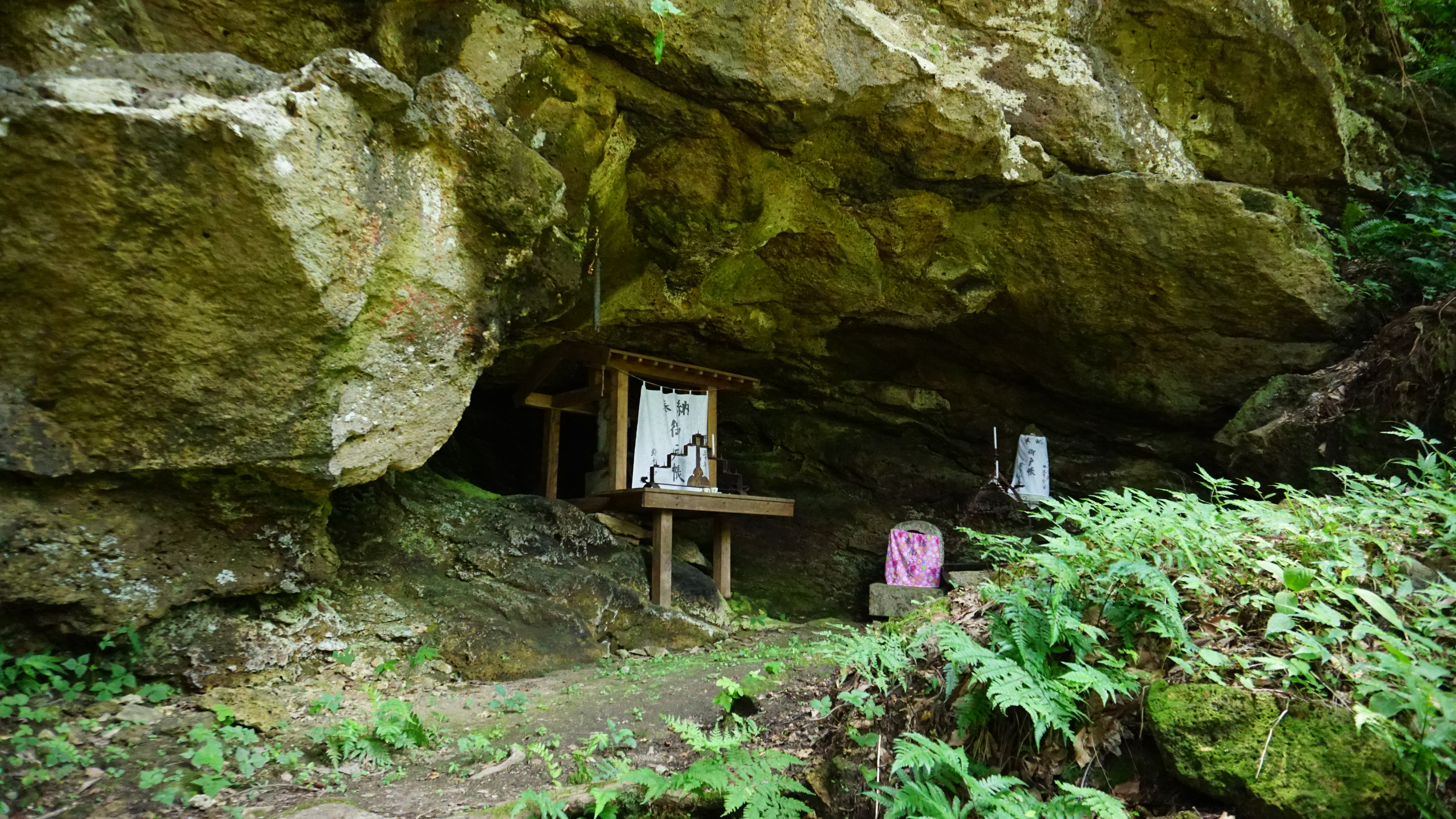
岩井堂洞窟

湯澤市自古時便有人類居住，市內曾發掘出數個舊石器時代和諸多屬於繩紋時代的遺跡。其中自秋之宮地區出土的魚形文刻石據信是當時的人們為了祈求河流豐饒所建，並且於1956年被指定為秋田縣的有形文化財。當地目前僅岩井堂洞窟與掵上遺跡有出土彌生時代的文物，且現時尚未發掘出任何古墳時代的遺跡。而位於山田地區的松岡經塚遺跡曾出土過刻有壽永3年（1184年）與建久7年（1196年）的銅製經筒，顯示湯澤在平安時代後期至鎌倉時代初期曾存在著能修築經塚並埋葬經典的權貴勢力。
鎌倉時代初期，小野寺氏因隨源賴朝在奧州合戰中討伐奧州藤原氏，而在戰後被任命為出羽國雄勝郡的地頭。建久4年（1193年），小野寺重道據信在當地修建稻庭城作為居城，並統治湯澤長達約400多年。

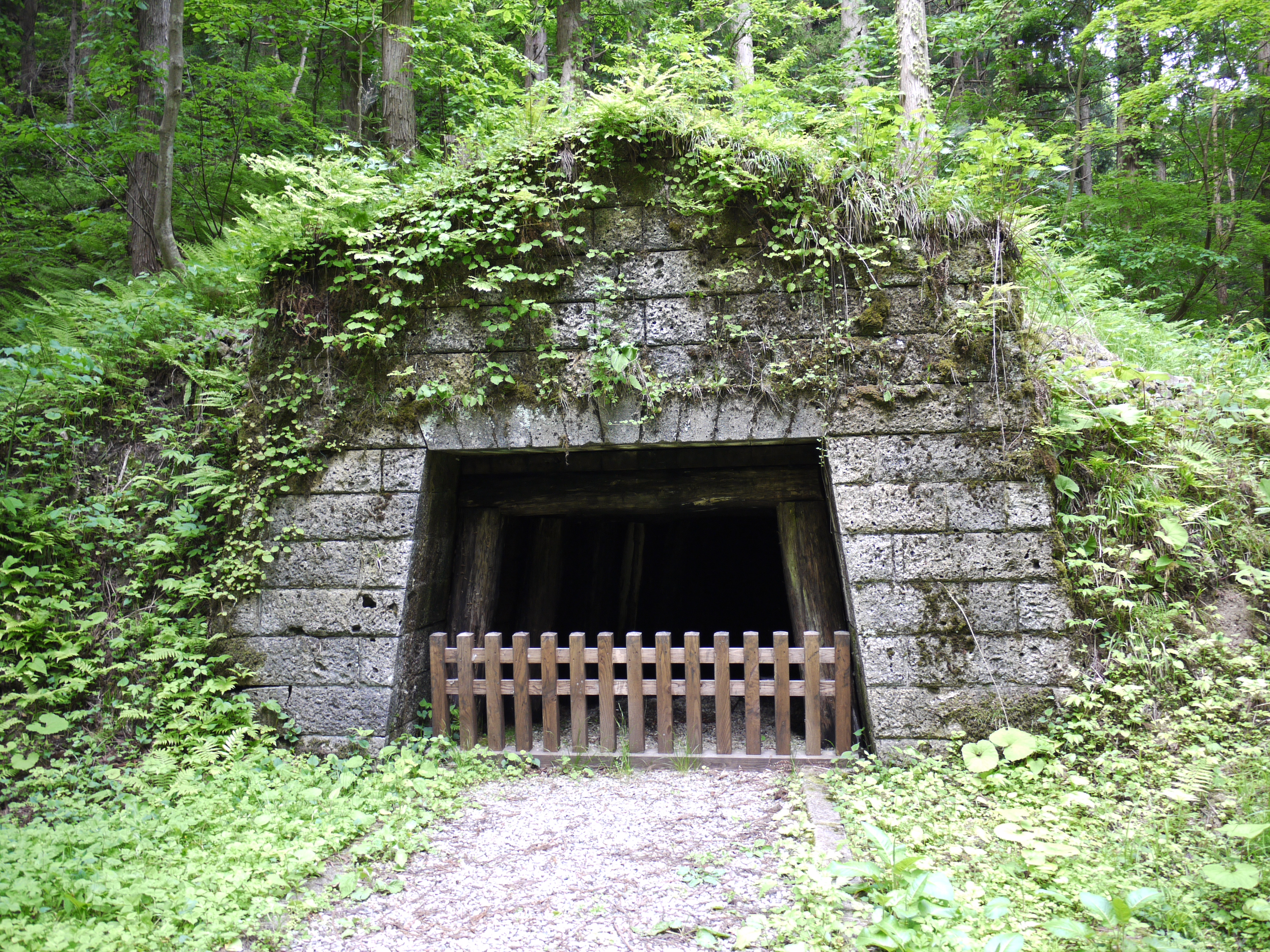
院内銀山的御幸坑

慶長7年（1602年），佐竹義宣因被指控在關原之戰中支持西軍的石田三成，而遭德川家康減封並移封至出羽國久保田藩共20萬石；同時佐竹氏一族的佐竹義種也自常陸國轉封至久保田藩的湯澤約5000石，並且入主湯澤城。此後湯澤由佐竹南家統治至明治維新時期，並在江戶時代作為其城下町而發展。慶長11年（1606年），當地發現蘊含銀礦的院内銀山，並由久保田藩直接管轄。而院內銀山的銀礦產量在天保4年（1833年）至天保13年（1842年）的十年間達到頂峰，其年產量皆超過1000貫。
明治22年（1889年）4月，日本在當地實施町村制，並設置皆瀨村等行政區。昭和29年（1954年）3月31日，湯澤町與岩崎町、山田村、三關村、弁天村與幡野村合併成湯澤市，須川村則於隔年（1955年）3月1日併入其中。
昭和30年（1955年）4月15日，院内町、橫堀町與秋之宮村合併成雄勝町，並於同年的7月25日將小野村編入。昭和31年（1956年）6月5日，川連町與駒形村合併；同年的9月30日，稻庭町、三梨町與川連町合併成稻庭川連町，並於昭和41年（1966年）4月1日改名為稻川町。平成17年（2005年）3月22日，湯澤市和稻川町、雄勝町與皆瀨村合併成現今的湯澤市。
2008年6月14日的岩手宮城内陸地震在湯澤市共造成2人失蹤、21人受傷與9棟房屋部分毀損。2011年3月11日的日本東北地方太平洋近海地震則在當地造成7人受傷與4棟住宅部分毀損，全市在當時也面臨長時間的停電。

## 行政
現任市長佐藤一夫於2025年3月在選舉中以自動當選的方式成功連任，其任期將持續至2029年4月。而此次選舉也是湯澤市自2005年合併以來首度透過自動當選來選出市長。

## 人口
湯澤市的總人口數在1955年達到最高峰79,727人，之後便開始逐年減少，至2020年的日本國勢調查時僅剩42,091人。而根據2020年的統計，市內的高齡人口占比為40.3%，並預估2040年將達到約53.8%。
| 湯澤市人口分布圖 |                                               |  |
| 湯澤市與日本全國年齡別人口分布比較圖 （2005年資料） | 湯澤市的年齡、男女別人口分布圖 （2005年資料） |  |
| ■紫色是湯澤市 ■綠色是全国 | ■藍色是男性 ■紅色是女性                       |  |
| 湯澤市人口變化 \| 1970年 \| 68,621人 \| \| \| 1975年 \| 66,275人 \| \| \| 1980年 \| 65,532人 \| \| \| 1985年 \| 63,949人 \| \| \| 1990年 \| 62,537人 \| \| \| 1995年 \| 61,169人 \| \| \| 2000年 \| 58,504人 \| \| \| 2005年 \| 55,290人 \| \| \| 2010年 \| 50,849人 \| \| \| 2015年 \| 46,613人 \| \| \| 2020年 \| 42,091人 \| \| |                                               |  |
| 資料來源：日本總務省統計中心提供之人口普查數據 |                                               |  |
| 1970年 | 68,621人                                      |  |
| 1975年 | 66,275人                                      |  |
| 1980年 | 65,532人                                      |  |
| 1985年 | 63,949人                                      |  |
| 1990年 | 62,537人                                      |  |
| 1995年 | 61,169人                                      |  |
| 2000年 | 58,504人                                      |  |
| 2005年 | 55,290人                                      |  |
| 2010年 | 50,849人                                      |  |
| 2015年 | 46,613人                                      |  |
| 2020年 | 42,091人                                      |  |

## 經濟
根據日本2015年的國勢調查統計，湯澤市的就業人口中有12.5%從事第一級產業，32.2%的就業人口從事第二級產業，其餘的55.3%則從事第三級產業。當地的農業以生產稻米、黃瓜、番茄、蔥、毛豆等農產品為主，其中市內的水田約70%為用於食用及釀造等用途的稻米；而從事農業的就業人口近年來也面臨勞動力短缺與高齡化等問題。湯澤市的三關地區自江戶時代便開始栽培三關芹菜，並作為切蒲英等鄉土料理的配料之一。而當地也是秋田縣內主要的櫻桃產地之一，並以佐藤錦櫻桃與三關櫻桃而聞名。

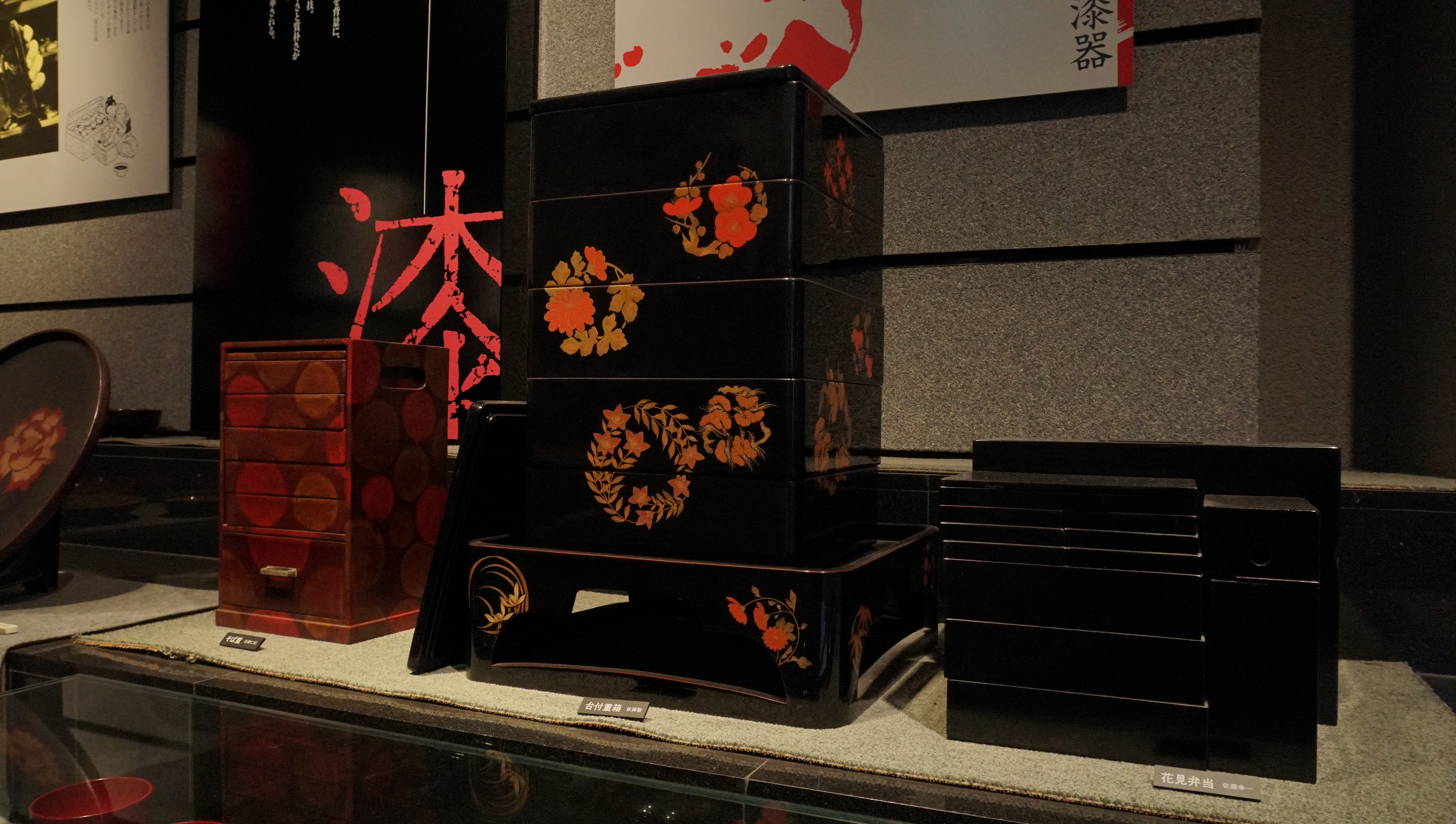
川連漆器

傳統產業方面，湯澤市生產的川連漆器的起源可追溯至鎌倉時代。當時源賴朝的家臣小野寺重道奉命擔任稻庭城的城主，其弟小野寺道矩則讓當地的農民將武具上漆作為副業。江戶時代，當地開始生產川連漆器，並帶動漆器產業的發展。而川連漆器則在1976年被經濟產業大臣指定為日本的傳統的工藝品。

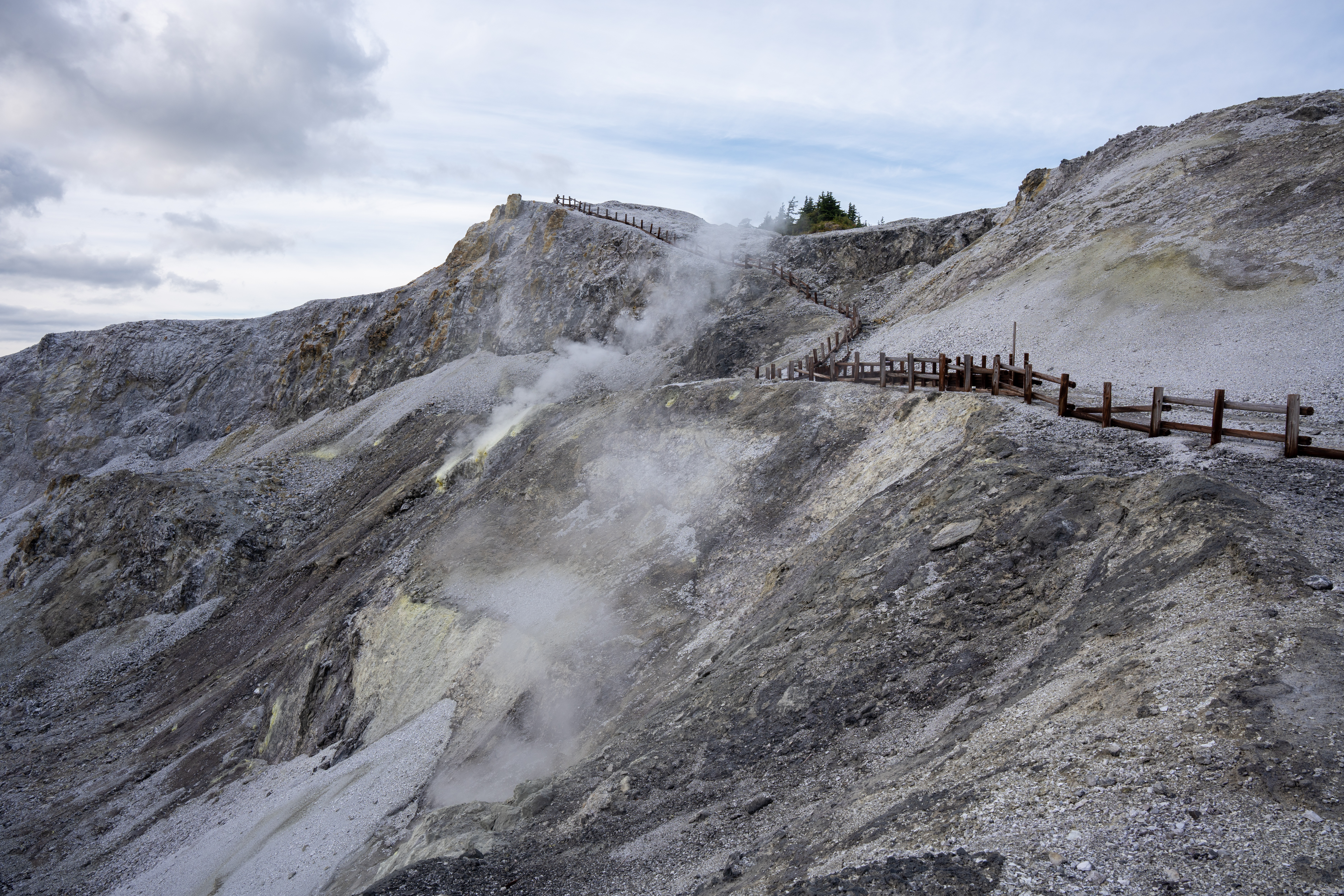
川原毛地獄

由於湯澤市內擁有小安峽溫泉、秋之宮溫泉鄉與日本三大靈地之一的川原毛地獄等景點，因此吸引許多遊客前來。根據統計，2014年至2019年，當地每年約有104.9萬至130.5萬名遊客到訪。2020年和2021年因受到嚴重特殊傳染性肺炎疫情的影響，遊客數分別下滑至約54.2萬與38.5萬。2022年則回升至62.3萬人。

## 教育
湯澤市內共有6所小學校、6所中學校與3所高等學校。根據2024年5月的統計，市內共有1342名小學生與794名中學生。

## 交通

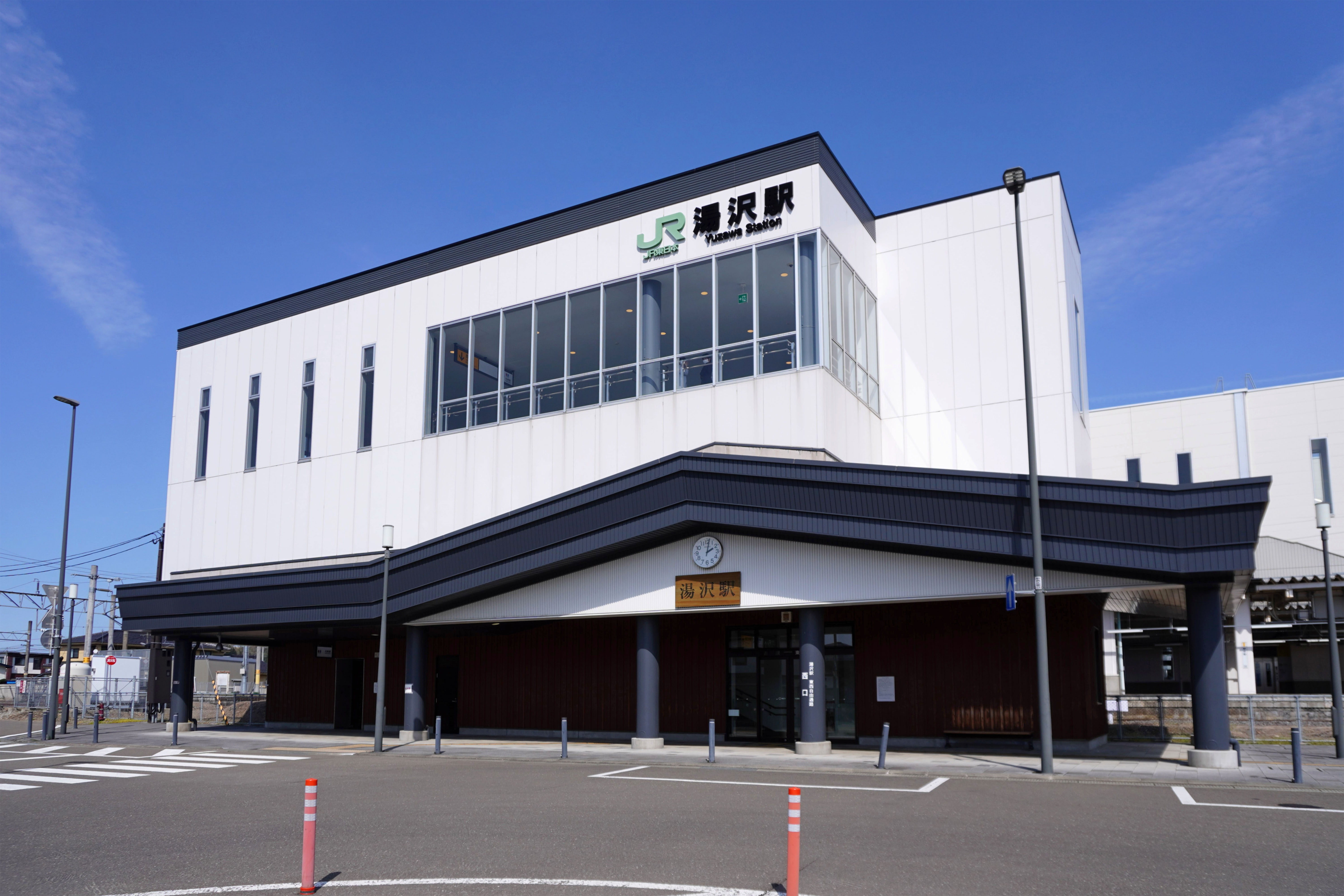
湯澤站的西出入口

東北中央自動車道與國道13號由西南往北穿越湯澤市，國道108號與國道398號則由西北往東南通過市內。鐵路方面，東日本旅客鐵道的奧羽本線通過湯澤市，並由南往北設置院内站、橫堀站、三關站、上湯澤站、湯澤站與下湯澤站。

## 友好城市
湯澤市與以下日本行政區為姊妹城市:
| 市町村 | 都道府縣 | 締結日期      |
| ------ | -------- | ------------- |
| 釧路市 | 北海道   | 1963年10月4日 |

湯澤市與以下外國行政區為友好城市:
| 國家   | 城市               | 締結日期      |
| ------ | ------------------ | ------------- |
| 匈牙利 | 丘爾戈（紹莫吉州） | 2003年10月9日 |

## 外部連結
- 湯澤市公所 （页面存档备份，存于）